# Frise (architecture)
Pour les articles homonymes, voir Frise.
Une frise est une bande, souvent horizontale, dont la vocation est de recevoir un décor, généralement constitué par la répétition d'un motif ornemental. Ce mode de composition par répétition ou alternance, d'un même motif ou de plusieurs motifs, peut aussi bien s'appliquer au décor architectural qu'à tout autre espace ainsi décoré et dans divers matériaux, sculpture sur pierre, sur bois, sur bronze, sur ivoire, sgraffite, tapisserie, broderie, peinture sur céramique, etc.

## Généralités

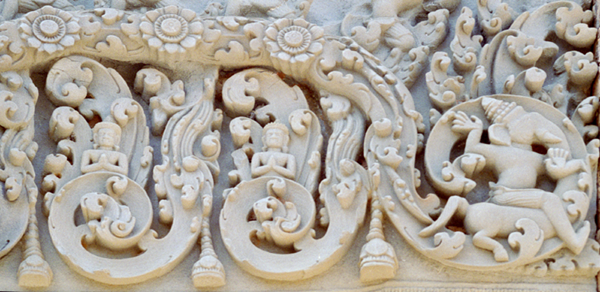
Frise khmer constituée de rinceaux, Ta Prohm, Angkor, XIIe siècle.

La frise peut, selon les cas, longer un mur, une cheminée, une poutre, un chambranle, un dallage ou carrelage, une plinthe, l'angle d'un plafond (sur le papier peint ou sur le plafond) ou souligner le bord d'une toiture (style Caraïbe). Elle peut aussi orner un meuble ou d'autres objets.
On parle également de frise pour les répétitions linéaires et régulières d'un motif dans le domaine des arts graphiques, et notamment pour ceux qui bordent certaines pièces de tissus (rideaux, draps, pagnes etc.). 

### Architecture classique

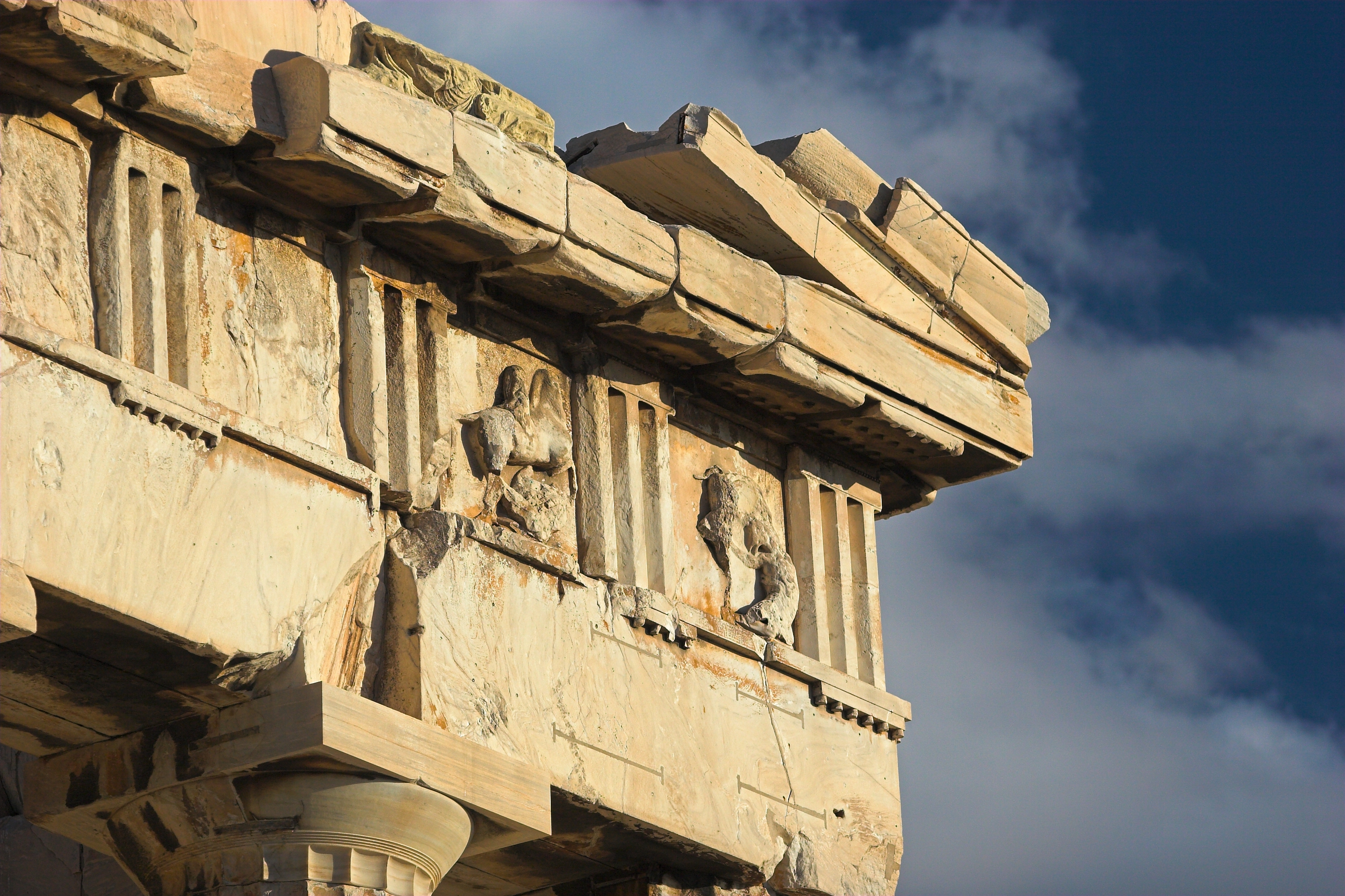
Détail de la frise dorique du Parthénon montrant l'alternance des triglyphes et des métopes.

Dans l'architecture classique, une frise est (dans les ordres classiques) un élément de l'entablement compris entre l'architrave et la corniche. Il s'agit d'une moulure plate horizontale qui peut recevoir un décor.
- Dans l'ordre toscan, elle est rarement décorée. On parle de « frise nue ».
- Dans l'ordre dorique, elle est composée de petits tableaux (les métopes) régulièrement divisés par un triglyphe (axés sur les colonnes).
La frise dorique antique se retourne sur un triglyphe (qui est donc légèrement décalé vers l'extérieur par rapport à l'axe de la dernière colonne), alors que la frise dorique moderne se retourne sur un demi-métope (le dernier triglyphe est donc axé sur la dernière colonne, et les métopes ont tous la même dimension).
- Dans l'ordre ionique, la frise peut être bombée (en particulier chez les maniéristes).
- Dans l'ordre corinthien, la frise peut également être bombée.
- Dans l'ordre composite, elle est jointe au listel de l'architrave par un congé[1].

### Menuiserie
Désigne les planches ou les lamelles d'un parquet à lames, dit à frises.

### Théâtre
Dans un théâtre, la frise est une bande de toile fixée au cintre de la scène, c'est un motif descendant au niveau des décors.